# Axino
El axino es una partícula elemental hipotética predicha por algunas teorías de física de partículas. La teoría de Peccei–Quinn intenta explicar el fenómeno observado conocido como el gran problema CP introduciendo una hipotética partícula escalar llamada axión. Añadiendo la supersimetría al modelo, predice la existencia de un supercompañero fermiónico para el axión, el axino, y un supercompañero bosónico, el saxión. Todos ellos se encuentran agrupados en un supercampo quiral.
Según tal teoría, el axino sería la partícula supersimétrica más ligera.  Debido a esta propiedad, entre otras, se considera un candidato para ser el o uno de los componentes de la materia oscura